# Callosobruchus maculatus
O caruncho-do-feijão (Callosobruchus maculatus) é uma espécie de coleóptero da subfamília Bruchinae.